# Ямадэра (монастырь)
Ямадэра (яп. 山寺) — японский буддийский монастырь, расположенный на высоком обрывистом горном склоне горы к северо-востоку от города Ямагата. Официальное название монастыря — Риссякудзи (яп. 立石寺). Храм монастыря считается вторым по значению в буддийской школе Тэндай в Японии. Храм построен на высоком обрывистом горном склоне, откуда открывается панорамный вид на долину. 

## История
Во времена раннего  периода Хэйан (794—1185) император Сэйва отправил одного из самых почитаемых буддистских монахов Дзикаку-дайси в пограничный район страны — Тохоку. В 860 году монах основал монастырь на территории, которая сейчас относится к префектуре Ямагата, а в то время входила в провинцию Дэва, располагавшейся у крайней северной границы страны.
Храм известен тем, что знаменитый поэт Мацуо Басё останавливался в храме во время путешествия по северу Японии в конце  XVII века. Басё написал здесь хайку о тишине и спокойствии здешних мест.

## Описание

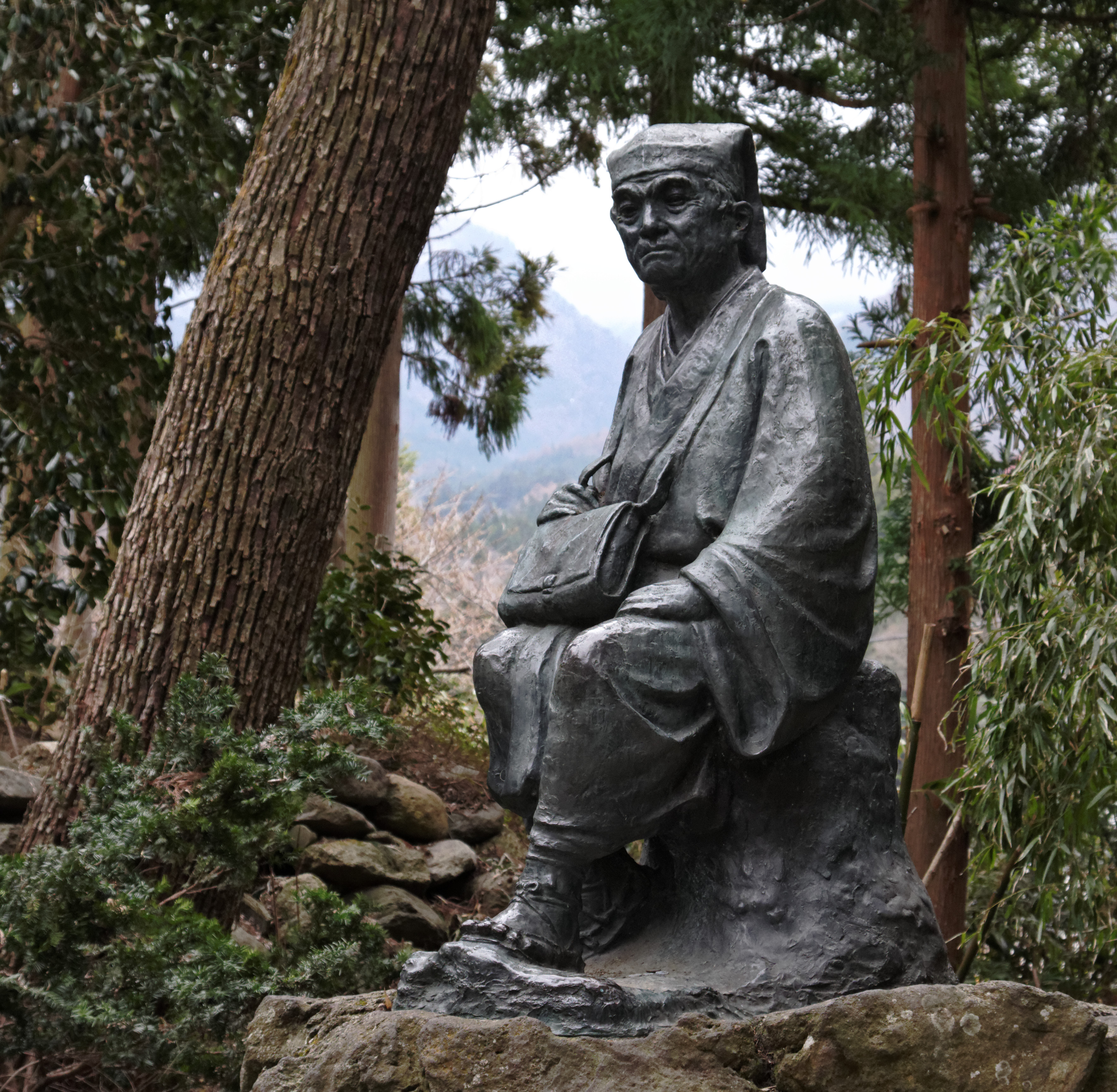
Статуя Мацуо Басё

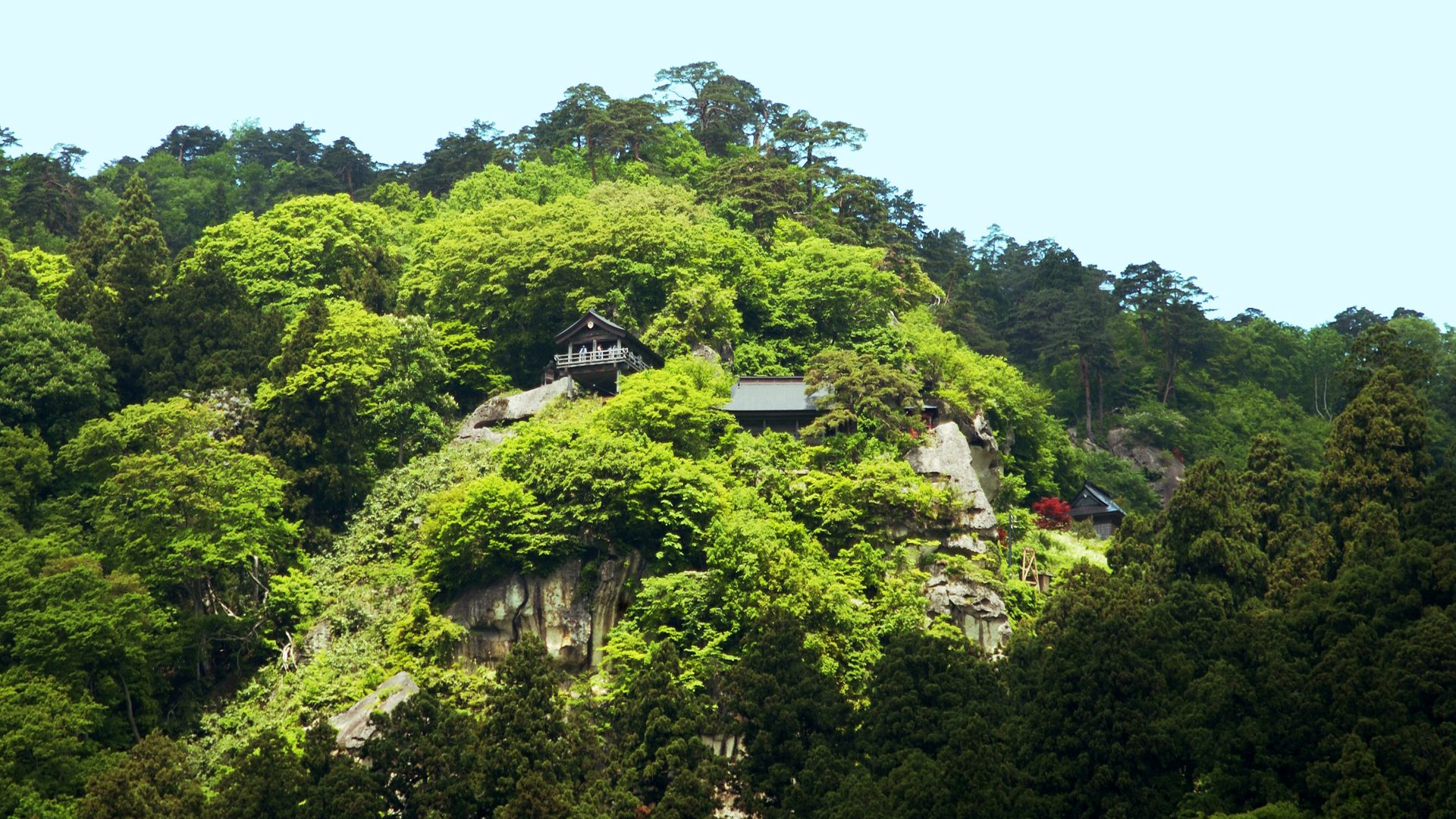
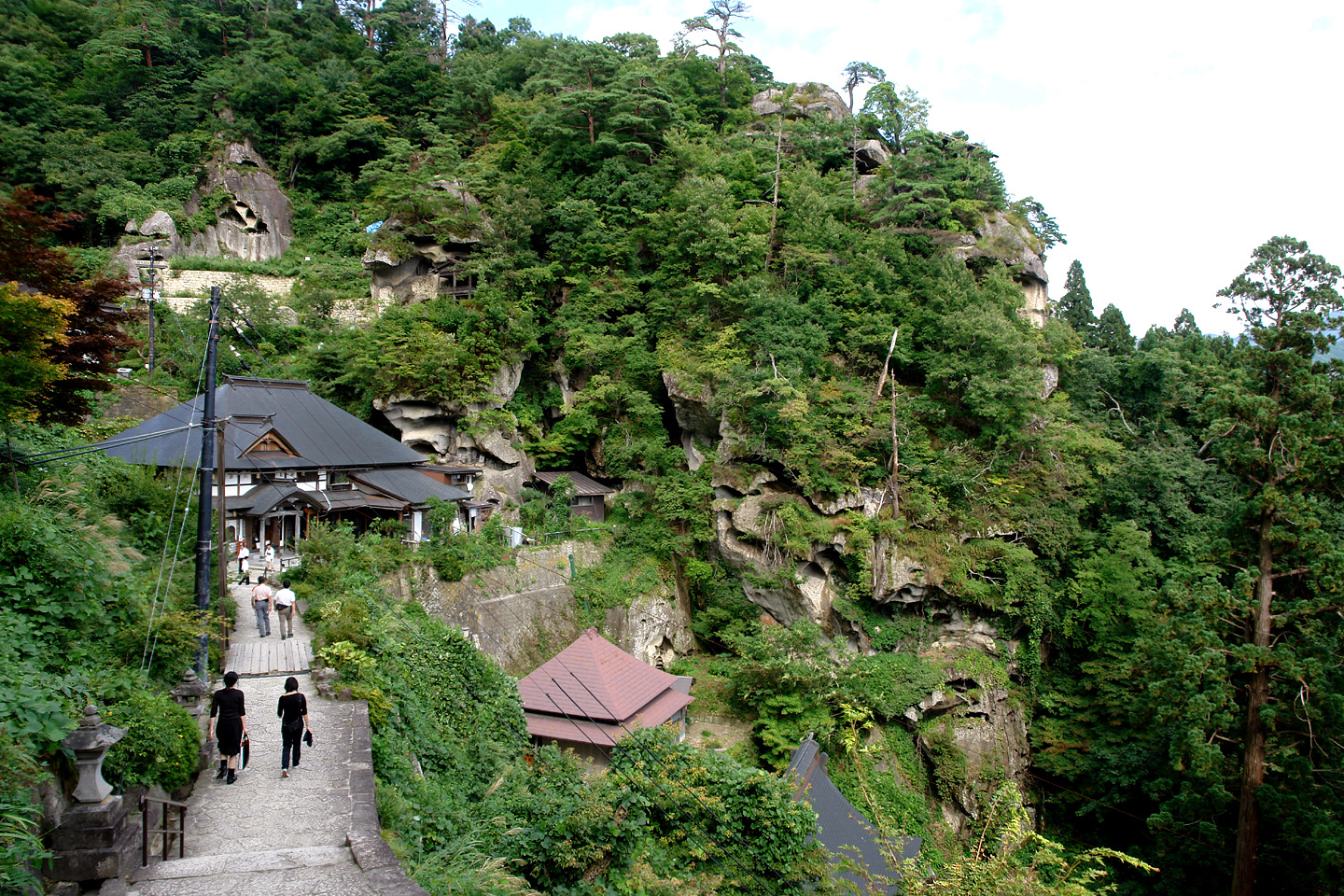
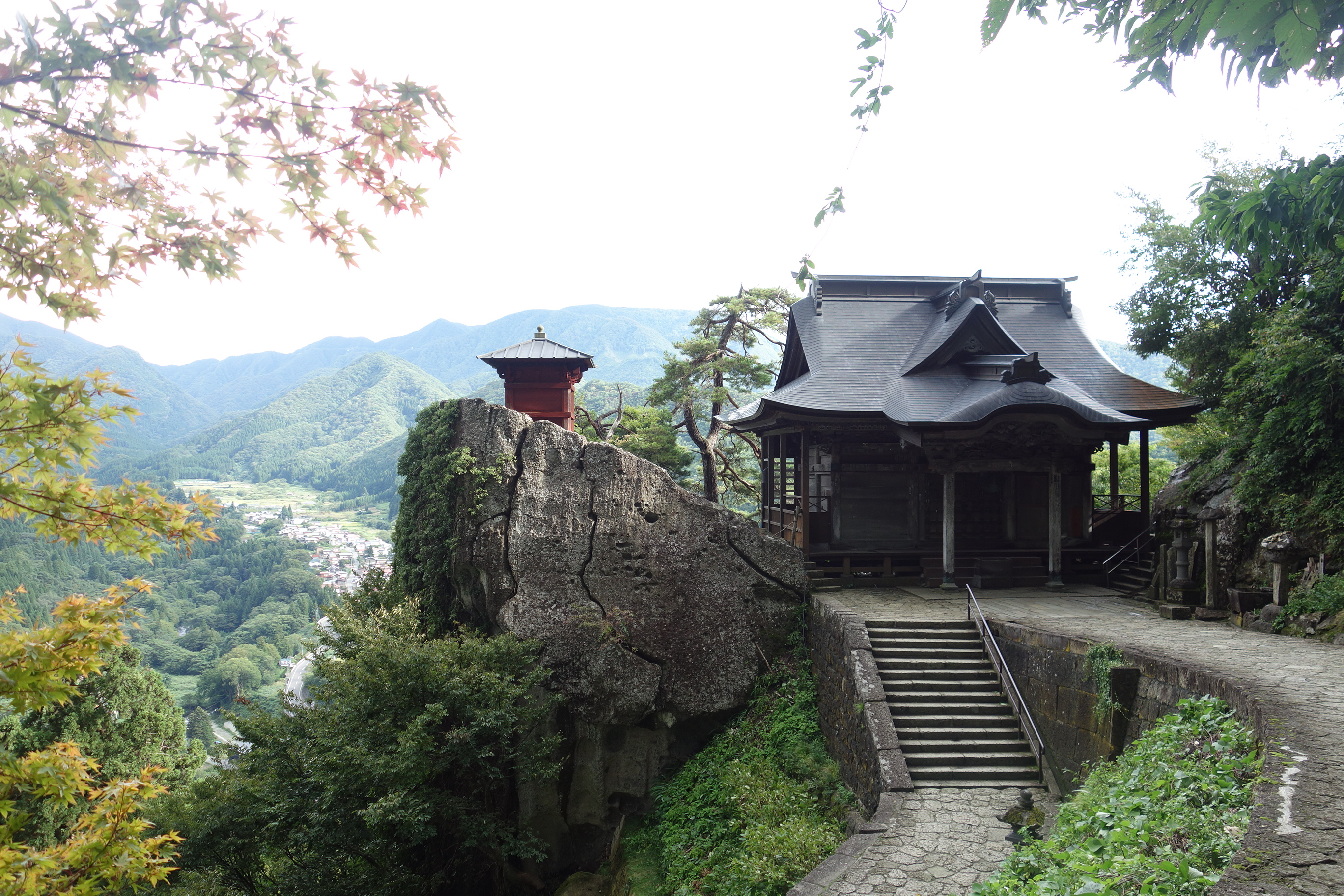
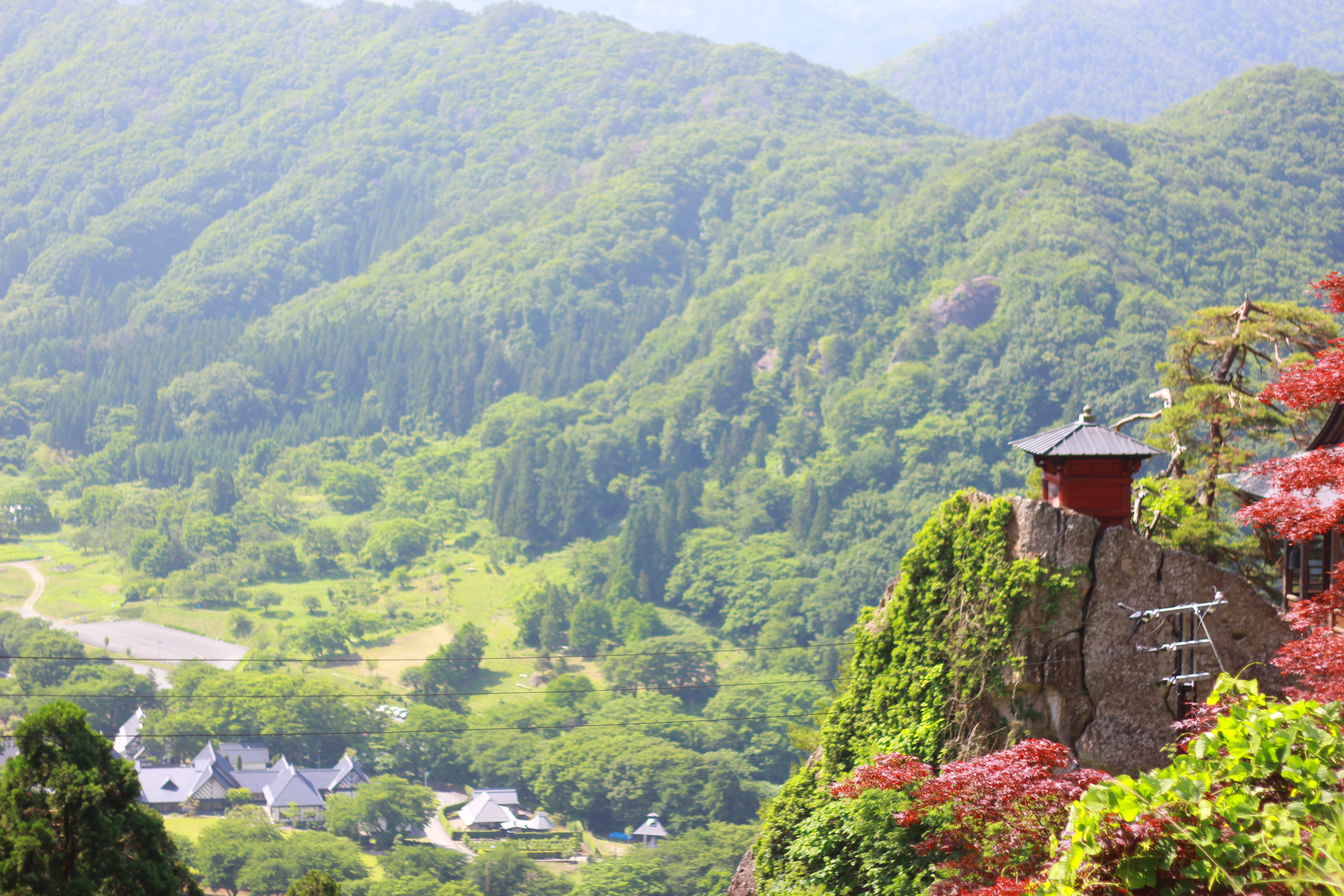
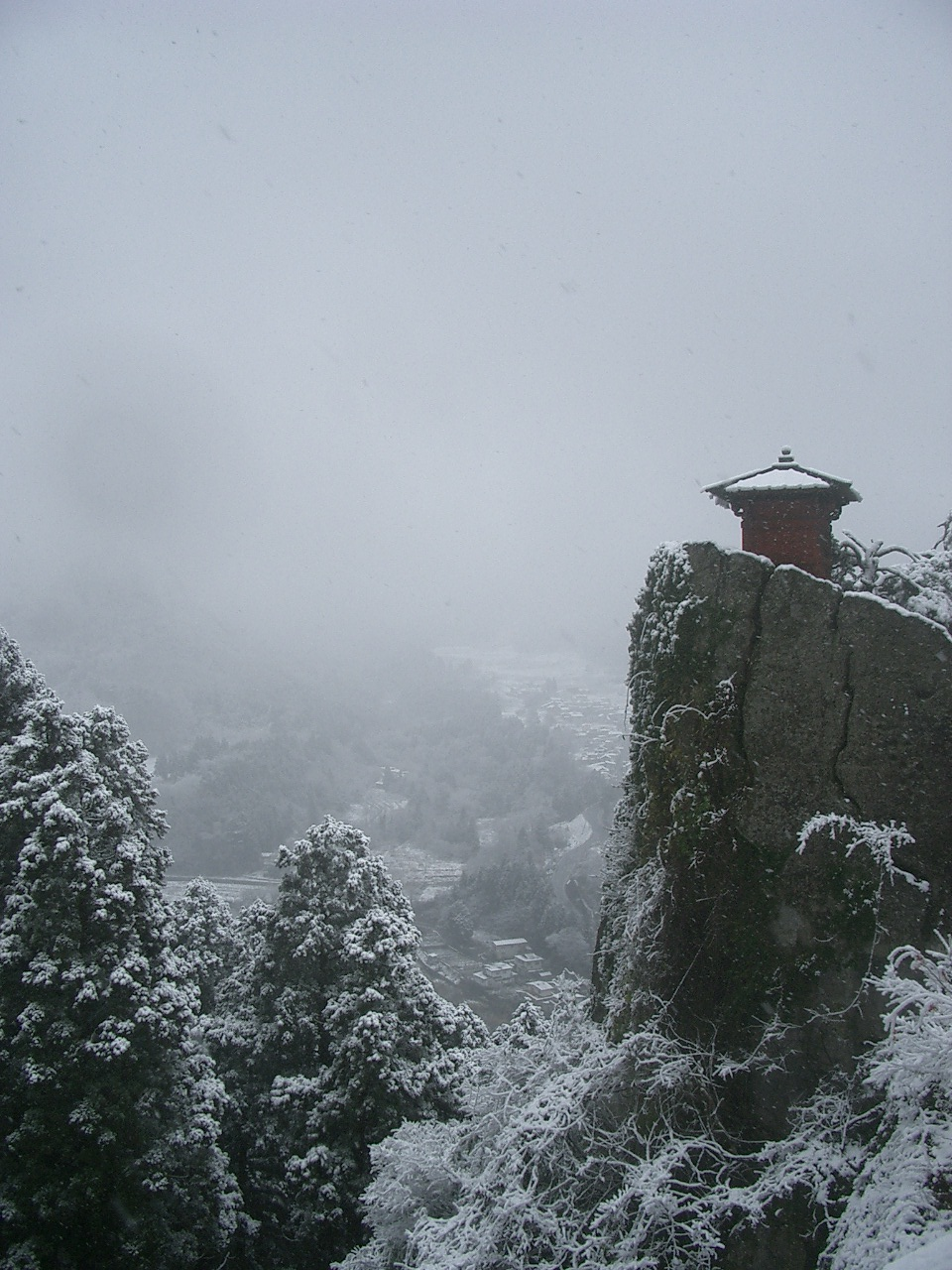

С террасы главного храма монастыря — Кампонтюдо, расположенного на вершине горы открывается вид на горную долину. Главная святыня храма — вечный огонь, зажжённый более 1100 лет назад. Первоначально этот огонь горел в главном монастыре секты Тэндай — Энряку-дзи, но когда основатель монастыря Дзикаку-дайси, добившись от императора значительных благ в отношении основанной им в 860 году горной обители (крупных земельных пожертвований, открытия школы для изучения наук и основ психофизиологического тренинга), получил также право быть хранителем вечного огня.
Несмотря на то, что храм Кампонтюдо за время, прошедшее с момента основания, несколько раз горел и перестраивался (нынешнему зданию храма, построенному из красного дуба местной породы, только 600 лет), огонь не угасал ни на минуту. Огонь горит в двух светильниках, стоящих по двум сторонам алтаря, за которыми следят служители храма. Створки алтаря, перед которым горит вечный огонь, открываются один раз в 50 лет. В алтаре находится статуя Будды Якусинерая — Будды-врачевателя. Видеть его позволено только духовным лицам, достигшим высоких степеней посвящения. Традиция нарушалась только один раз при посещении монастыря императором, для которого было сделано исключение.
В нижней части территории храма установлена статуя Басё и камень с выгравированными строчками хайку, посвящённого этому месту. До главного храма монастыря ведёт вырубленная в скале каменная лестница из 1015 ступеней.